# باك جونز (لاعب كرة قدم أمريكية)
باك جونز (بالإنجليزية: Buck Jones)‏ هو لاعب كرة قدم أمريكية أمريكي، ولد في 23 أكتوبر 1888 في Cattaraugus Reservation ‏ في الولايات المتحدة، وتوفي في 8 سبتمبر 1985 في لويستون في الولايات المتحدة.

## وصلات خارجية
- باك جونز على موقع مرجع كرة القدم المحترفة.كوم (الإنجليزية)